# محمودآباد، خلخال
محمودآباد روستایی است که در استان اردبیل، شهرستان خلخال، بخش مرکزی، دهستان خانندبیل غربی قرار دارد.

## جمعیت
بر اساس سرشماری سال ۱۳۸۵ جمعیت این روستا ۹۲ نفر با ۲۰ خانوار بوده‌است.در سال ۱۴۰۱ تعداد خانوارهای ثابت با جمعیت حدودا ۳۵ نفر و ۸ خانوار به صورت فصلی که در ۶ ماه اول سال با جمعیت متغیر در حدود ۱۵ نفر اضافه میگرد.